# Хахаганда
Хахаганда е форма на пропаганда маскирана като хумор и подигравки. Мощен и ефективен инструмент за дезинформация.
В доклад за 2017 г. Центърът за върхови постижения на „StratCom“ публикува доклад, обясняващ как руските и прокремълските информационни бюра използват хумор, за да дискредитират западните политически лидери. Един от авторите му, латвийският учен Солвита Дениз-Лиепнице, предлага термина „хахаганда“ за тази конкретна марка дезинформация, която се основава на осмиване на институции и политици. Целта на хахагандата не е да убеди публиката в истинността на конкретна шега, а по-скоро да подкопае доверието и надеждността на дадена цел чрез постоянни подигравки и унижения.

## Противодействие
Откриване и противодействие на дезинформацията.